# Seiji Yokoyama
Pour les articles homonymes, voir Yokoyama.
Seiji Yokoyama (横山 菁児, Yokoyama Seiji), né le 17 mars 1935 à Hiroshima et mort le 8 juillet 2017 à Sera (Hiroshima), est un compositeur de musique japonais.
Il est notamment connu pour son travail sur les musiques de la série Saint Seiya (Les Chevaliers du Zodiaque).

## Biographie
Seiji Yokoyama est diplômé en 1957 du Kunitachi College of Music (国立音楽大学, Kunitachi Ongaku Daigaku), un conservatoire privé de la ville de Tokyo, où furent également formés Joe Hisaishi, Michiru Ōshima et Masamichi Amano.
Yokoyama écrit de nombreuses pièces symphoniques avec une prédilection pour le marimba et les percussions. Il travaille également pour la télévision, la radio et le cinéma à partir de la fin des années 50, s'illustrant majoritairement sur des téléfilms et séries de reconstitution historique, des séries tokusatsu (tel que Metalder) et de l'anime, notamment pour Albator (dont les musiques furent en grande partie réécrites dans la version française), et Saint Seiya (Les Chevaliers du Zodiaque), son œuvre la plus connue à l'étranger.
Saint Seiya lui vaudra d'ailleurs le prix JASRAC, octroyé par l'équivalent japonais de la SACEM pour les recettes japonaises de droits musicaux les plus élevées en dehors du Japon, même s'il s'agit surtout d'un indicateur de succès de diffusion de l'œuvre en elle-même (en 2011, la série était toujours dans les dix meilleures ventes, derrière Barbapapa ou Dragon Ball Z). Outre le succès commercial, son travail sur cette série a également reçu en 1987 le prix de la meilleure musique au Nihon Anime Taishô (ja).
Le 8 juillet 2017, il meurt des suites d’une pneumonie à l’âge de 82 ans,.

## Compositions

### TV Anime – TV Tokusatsu
- 1969 - Wonder-kun no Hatsu Yume Uchû Ryokô Tv Spécial live / anime Tezuka Production NHK
- 1974 - Shin Minashigo Hatchi (en) MBS
- 1977 - Chogattai Majutsu Robot Ginguiser ABC
- 1978 - Albator, le corsaire de l'espace TV Asahi

### Prix: Golden Disc Award
- 1978 - Koseidon TV Tokyo
- 1979 - Megaroman Fuji TV
- 1979 - Manga Kodomo Bunko (épisodes : "Oshare tonbo" et "Nakunatta Ningyō") MBS
- 1980 - Yami no Teisou - Kyuuketsuki Dracula (téléfilm animé) TV Asahi
- 1982 - Kikô Kantai Dairugger XV TV Tokyo
- 1982 - Wanpaku nitôryuh - Shônen Miyamoto Musashi (téléfilm animé) Fuji TV
- 1986 - Go Q Chôji Ikkiman (Ricky Star) NTV
- 1986 - Saint Seiya (Les Chevaliers du Zodiaque)(1986-1989) TV Asahi

### 3 Prix: Fifth Animation Award (1987), music department Best Award / 1992 JASRAC Award and International Award
- 1987 - Metalder TV Asahi
- 1990 - Winspector TV Asahi
- 1990 - Magical Tarurūto-kun (Talulu le magicien) ABC
- 1995 - Chōriki Sentai Ohranger EX
- 1995 - Anime sekai no dowa Fuji TV

### Films animés (F) – OAV (O)
- 1968 - Ojīchan ga Kaizokudatta Koro (Court métrage)
- 1970 - Koori no Kuni no Misuke (Court métrage) Tezuka Production
- 1970 - Home My Home (Court métrage)'
- 1971 - Minami e itta Misuke (Court métrage) Tezuka Production
- 1979 - Zendo Daishi (F) TOEI DOGA
- 1981 - Watashi-tachi no Hōnen-sama (F)TOEI DOGA
- 1982 - Haguregumo (F)(1re présentation le 4 janvier 1981 de 16h à 17h45)TOEI DOGA
- 1982 - Future War 198X Nen (F) TOEI DOGA
- 1983 - Shônen to sakura (F) Shinano
- 1983 - Aoi umi to shônen  (F) Shinano
- 1983 - O Tsuki-sama to ôji  (F) Shinano
- 1985 - Yukiguni no ôji-sama (F)Shinano
- 1987 - Saint Seiya ~Jashin Erisu~ (F) TOEI DOGA
- 1988 - Xanadu Dragon Slayers Densetsu (O)TOEI DOGA
- 1988 - Saint Seiya ~Kamigami no atsuki tatakai (F) TOEI DOGA
- 1988 - Saint Seiya ~Shinku No Shounen Densetsu~ (F) TOEI DOGA
- 1989 - Saint Seiya ~Saishûseisen no senshitachi~ (F)TOEI DOGA
- 1990 - Tobenai Hotaru (Court métrage) TOEI DOGA

Prix : Education Film Festival (Excellence Award) winning
- 1991 - Magical Tarurūto-kun (F) TOEI DOGA
- 1991 - Shika to Kanta (F) Shinano
- 1991 - Magical Tarurūto-kun ~Moero! Yūjō no mahō taisen~ (F) TOEI DOGA
- 1992 - Sangokushi ~eiyū-tachi no yoake~ (F) (composé en 1988) Shinano
- 1992 - Taiheiyô ni kakeru niji (F) Shinano
- 1992 - Magical Tarurūto-kun Suki suki takoyaki ~tsu! (F) TOEI DOGA
- 1993 - Sangokushi~Chôkô Môyu~ (F) (composé en 1989) Shinano
- 1994 - Sangokushi ~Harukanaru daichi~ (F)(composé en 1991) Shinano

2 prix : 1995 fiscal year child welfare Culture Award / Minister of Health and Welfare Award
- 1994 - Ningen Kakumei (O) (1994-2004) Shinano
- 1996 - Futari no oji sama (O) Shinano
- 1998 - Bokutachi no Peace River (O) Shinano
- 1999 - Himalaya no Hikari no Okoku (O) Shinano
- 2000 - Sango no umi to ôji (O) Shinano
- 2000 - Daisugen to hakuba (O) Shinano
- 2001 - Sabaku no Kuni no Ojô sama (O) Shinano
- 2001 - Sabaku no takara no shiro (O) Shinano
- 2002 - Saint Seiya Meiou Hades Hen (O)(2002~2008) Toei Animation
- 2003 - Hana to Shônen (O) Shinano
- 2004 - Tenkai-hen Josō: Overture (F) Toei Animation
- 2008 - Gegege no Kitarô ~Nihon Bakuretsu~ (F) Toei Animation

### Albums originaux
- 1970 - Shōgakkō no tsuitachi Nippon Columbia
- 1970 - Kotori no symphony Pony Canyon
- 1971 - Mushi no symphony Pony Canyon
- 1971 - Tanabata Tantarou Nippon Columbia
- 1971 - Kojika no Happī Nippon Columbia
- 1974 - O Hanashi Tobidase! Sekai Meisaku Dôwa-shû(7 albums) Nippon Columbia
- 1974 - Lion Club International Nippon Columbia
- 1977 - Keshigomu de Kaita Rakugaki Nippon Columbia
- 1978 - Space Fantasy Emeraldas Nippon Columbia
- 1980 - Kaze to ki no uta Nippon Columbia
- 1981 - Hoshi no Ondine Toshiba Emi
- 1983 - Fūsen n tonda Polydor
- 1984 - Yama no oni umi no oni Toshiba Emi
- 1986 - Isaron Densetsu Nippon Columbia
- 1989 - Ai no furûto~Nemuri no sei~ (arrangements) Piano : Shinko Ogata, Flûte : Hisako Yoshikawa Nippon Columbia
- 1990 - Saint Seiya ~Meiou Hades Hen~ Image Album Nippon Columbia
- 1990 - Ningen Kakumei (112 CD drama)(1990-2001) Nippon Columbia / Shinano
- 2002 - Jōge minami shōgakkō kōka (Compositeur, chef d'orchestre et producteur) Nippon Columbia
- 2003 - Jōge no mukashi banashi (DVD)(Compositeur, chef d'orchestre et producteur) Nippon Columbia
- 2008 - Ragen Blue ~Symphonic Image Album~ (album) Animasic (Performance : Ragen Blue Symphonic Orchestra)

### Bandes Originales
- 1977 - Chogattai Majutsu Robot Ginguiser original soundtrack Nippon Columbia

1 album : COCX-40238-9 (CD 2018) double album
- 1978 - Albator, le corsaire de l'espace Nippon Columbia

2 albums : CS-7005 (LP 1978),CX-7051 (LP 1982), COCX-31697-98 (CD Eternal Edition 2003)
- 1978 - March Suite Koseidon Nippon Columbia

1 album : CQ-7013 (LP 1978), COCC-9411-25 (CD BOX 1992), COCC-72059 (2004) COCX-39935-6 (2017) double album
- 1979 - Megaroman Nippon Columbia

1 album : CQ-7022 (LP 1979), COCC-72060 (CD 2004) 
- 1980 - Yami no Teisou - Kyuuketsuki Dracula Nippon Columbia

1 album : CQ-7057 (LP 1980)
- 1982 - Kikô Kantai Dairugger XV Nippon Columbia

1 album : CZ-7177 (LP 1982)
- 1982 - Future War 198X Nen Nippon Columbia

1 album : CX-7070 (LP 1982)
- 1985 - Yukiguni no ôji-sama Shinano Records

1 album : S2102 (audio tape 1985)
- 1986 - Go Q Chôji Ikkiman (Ricky Star) King Records

1 album : K25G-7303 (LP 1986), K25H-4360 (audio tape)
- 1986 - Saint Seiya (Les Chevaliers du Zodiaque)(1986-1989) Nippon Columbia

8 albums : OST I 32CC-1368 (CD 1987), OST II 32CC-1689 (CD 1987), OST III 33CC-2074 (CD 1987), OST IV 32CC-2224 (CD 1988)
	   OST V 32CC-2572 (CD 1988), OST VI 32CC-2656 (CD 1988), OST VII 32CC-2999 (CD 1988), OST VIII CC-3295 (CD 1989)
Réédition 5 doubles albums : COCX-32056-57, COCX-32077-78, COCX-32166-67, COCX-32358-59, COCX-32437-38(Eternal Edition 2003)
Eternal CD BOX (13 CD) :  COCX-35079-91 (CD 2008)
- 1987 - Metalder Nippon Columbia

2 albums : CX-7300 (LP 1987) 32CC-1562 (CD 1987), COCX-34173-34 (double album 2007)
- 1988 - Xanadu Dragon Slayers Densetsu King Records

1 album : K32X 7107 (CD 1988)
- 1990 - Winspector Nippon Columbia

2 albums : COCC-6237 (CD 1990), COCX-34243-4 (CD double album 2007)
- 1990 - Magical Tarurūto-kun (Talulu le magicien) Nippon Columbia

4 albums : OST I  COCC-7027 (CD 1990) , OST II COCC-7320 (CD 1991), OST 3 COCC-7776 (CD 1991), OST IV COCC-9696 (CD 1992)
- 1992 - Sangokushi ~eiyū-tachi no yoake~ Nec Avenue (Performance : Shinano Symphonic Orchestra)

1 album : NACL-1052 (CD 1992)
- 1993 - Sangokushi~Chôkô Môyu~  Nec Avenue (Performance : Shinano Symphonic Orchestra)

1 album : NACL-1093 (CD 1993)
- 1995 - Chōriki Sentai Ohranger Nippon Columbia

3 albums : OST I COCC-12550 (CD 1995), OST II COCC-13034 (CD 1995), OST III COCC-13063 (CD 1995)
- 1999 - Toyama no Kinsan Toei Music Publishing ABCS-1023
- 2004 - Saint Seiya Tenkai-hen Josō: Overture Nippon Columbia

1 album : COCX-32648 (CD 2004)
- 2005 - Makuya no Yoaké Christ no Makuya

1 album : M06-07 (CD 2005)
- 2006 - Seimei no Hikari TV BGM Christ no Makuya

1 album : M07-08 (CD 2006)
- 2008 - Gegege no Kitarô ~Nihon Bakuretsu~ Nippon Columbia

1 album : COCX-35634 (CD 2008)
- 2018 - Ragen Blue Divine Love EP (4 titres)

1 album : Digital (CD 2018) Spotify, Itunes, Amazon Music, Google Play
- 2018 - Ragen Blue Original Soundtrack

1 album : Digital (CD 2018) Spotify, Itunes, Amazon Music, Google Play

### Radio drama (feuilleton radio)
- 1957 - Musume to Watashi ABC
- 1957 - Musume no Shiki ABC
- 1957 - Akanezome monogatari  ABC
- 1957 - Akebono no kane  ABC
- 1958 - Yoru no gekijo Kyokubadan  ABC
- 1958 - Inoruhito ABC
- 1958 - Osen Uridasu ABC
- 1958 - Cinema gekijo   Ari no matchi no Maria  Nippon Hôsô
- 1959 - Sen Hime Nippon Hôsô
- 1959 - Fuku ran bo Nippon Hôsô
- 1961 - Kyô wa kono nichi desu Nippon Hôsô
- 1961 - Subarashiki Jinsei Nippon Hôsô
- 1962 - Kousei kyoku Genbaku tokushu Matchi ha ikiteiru  Ongakubangumi/Radio Tchugoku)
- 1963 - Sazae san  (1963~1965) Nippon Hôsô
- 1964 - Imēji no on'na ABC
- 1964 - Phoenix wa Yô ni Habataku Nippon Hôsô

Prix : Arts Festival Award Winning
- 1965 - Kan'na no seishun NHK
- 1972 - O Hanashi Detekoi (1970-2008) NHK
- 1973 - Kakikukeko Kakikukeko NHK

Prix : International educational program Competition Japan Prize (Minister of Education Award) winning
- 1983 - Aozora han Note (1983-1985)Programme symphonique pour la  radio NHK 2
- 1989 - Kaze-tachi no ieji NHK
- 1990 - Kyōfu no yakata Nihon koten-hen NHK 5 épisodes
- 1991 - Kyôfu no yakata kessaku-sen NHK 5 épisodes
- 2000 - Hiroshima no kuroi jūjika RCC

2 prix : Arts Festival Grand Prize winning work / Galaxy Encouragement-winning
- 2001 - Shiosai no kanata kara RCC

2 prix : Arts Festival Excellence Award winning / Galaxy Encouragement-winning

### Séries TV live pour enfants
- 1958 - Kami Daimura sôdô-ki (Orchestre : Ensemble Fantasia) NHK
- 1959 - Tonbo chan NHK
- 1959 - Omawarisan, keirei! (1959~1961) 68 épisodes FUJI TV
- 1960 - Terebi ijin-den Shibasaburô Kitasato (4 épisodes) NHK
- 1960 - Terebi ijin-den Rentarô Taki (4 épisodes)NHK
- 1960 - Terebi ijin-den Choei Takano (5 épisodes) NHK
- 1960 - Terebi ijin-den Foster NHK
- 1960 - Terebi ijin-den Tadashi Karakuri Uemon (TS) NHK
- 1961 - Ko garashi hyū suke to Tôkyô Tower NHK (Drama spécial pour la nouvelle année)
- 1961 - Ikkiyû san NHK
- 1961 - Boku mo watashi mo mei tantei NHK (1961~64)
- 1961 - Akari yo kono umi o terase NHK
- 1961 - Yuragu daichi ni ikiru NHK
- 1961 - Yama no naka no chîsana gakkô NHK
- 1961 - Mono shiri hakase (1961~1969) NHK
- 1962 - Ojīsan no hanashi NET TV
- 1962 - Seimei no Kanmuri (TV spécial) NHK
- 1962 - Ob no Bôken NHK
- 1963 - Koperu-kun to san'nin no nakama NHK (Programme spécial : théâtre pour enfants)
- 1963 - Tsûshin kôkôkoza NHK  (1963~1981)
- 1963 - Nokogiri sensei NHK (Programme spécial : théâtre pour enfants)
- 1964 - Manga Gakkô (1964~1967) NHK
- 1969 - Appo shima shima gū  (1969-1971) NHK
- 1970 - Hekotaren zo  NHK
- 1971 - Minna Nakayoshi(1971-1985) NHK ETV
- 1972 - Yôidon NET TV
- 1973 - Asobimasho Panpororin NET TV
- 1973 - Ashita ni Mukatte NHK
- 1974 - Tobe Tobe Panpororin NET TV
- 1975 - Chiisai Majo NHK
- 1977 - Kin no Tama Gin no Tama(TV Spécial pour le nouvel an) NHK
- 1978 - Uriko Himeko Nippon Mukashi Banashi(8 épisodes en deux parties) NHK

### Spectacles pour enfants (comédies musicales)
- 1979 - Hansel et Gretel
- 1979 - Jack et le haricot magique
- 1979 - Le petit chaperon rouge
- 1979 - Dai doro bō no hottsu~enpurottsu (hotzenplotz.)
- 1980 - Uriko hime to amanojaku
- 1983 - Hansel et Gretel  (Avec la participation de Mami Koyama)
- 1985 - Jack et le haricot magique (Avec la participation de Kenji Utsumi)
- 1990 - Pinocchio (Avec la participation de Toshio Furukawa, Keiko Han)
- 1991 - Blanche Neige et les 7 nains (Avec la participation de Tôru Furuya, Toshiko Fujita)
- 1993 - Le Magicien d’Oz (Avec la participation de Tôru Furuya)
- 2001 - le Chat botté

### Pièces de théâtre
- 1990 - Natsukashiki Hitobito
- 1996 - Ka a-chan
- 1997 - Kokera Otoshi
- 2000 - Yanagi no o Yanagi
- 2002 - Chûshingura Gaiden ~Hana no Gunzô~
- 2004 - Jirochô Gaiden Tokai Hana no Gunzô ~ Kira no Nikichi~

### Série TV Live – TV spécial (TS)
- 1961 - Akari yo kono umi o terase NHK (TS)
- 1963 - karakuri nagaya no haru NHK (TS) Programme spécial du nouvel an 1er janvier
- 1963 - Kokeshi-mura no kodomo-tachi NHK (TS) Programme spécial du nouvel an 3 janvier
- 1967 - Ai no Sôshoku ABC
- 1968 - Onna no Seisô (40 épisodes)FUJI TV
- 1968 - Bakumatsu shimai (14 épisodes) FUJI TV
- 1971 - Ôoku no Onna-tachi (30 épisodes) FUJI TV
- 1971 - Midarebana(35 épisodes)FUJI TV
- 1971 - Kinji Rareta Futari (40 épisodes) FUJI TV
- 1971 - Dôkoku no Hana(30 épisodes)FUJI TV
- 1972 - Zoku Ôoku no Onna-tachi(40 épisodes)FUJI TV
- 1972 - Otoko no Tsugunai (35 épisodes)FUJI TV
- 1972 - Rakujô no Mai (30 épisodes) FUJI TV
- 1973 - Onna no Sakamichi (40 épisodes) FUJI TV
- 1973 - Ikite Itoshite Kôtarô Takamura NHK
- 1973 - Haha Ningyô FUJI TV
- 1974 - Daikon no Hana Saison 4 (30 épisodes) NET TV
- 1974 - Tokugawa No Fujintachi (35 épisodes) FUJI TV
- 1975 - Shundei ni FUJI TV
- 1975 - Ibo kyôdai FUJI TV
- 1976 - Nanairo ton Garashi NET TV
- 1977 - Daikon no Hana Saison 5 (26 épisodes) NET TV
- 1980 - Unmei no tabiji nazo no tokkyū Izumo 1-gō (TS) TV ASAHI
- 1982 - Bidan no danchi shinjû futari no otoko ni aisa reta on'na (TS) TV ASAHI
- 1982 - Matsumoto Seichō no kiken'na shamen (TS) TV ASAHI
- 1982 - Saikon ryokō satsujin jiken Izumo de shinda onna (TS) TV ASAHI
- 1983 - Azusa 3-gô satsujin jiken (TS) TV ASAHI
- 1985 - Reipu-shū ni aisa reta on'na (TS) TV ASAHI
- 1989 - Iemitsu to hikoza to isshintasuke ~ tenka no ichidaiji (TS) TV ASAHI
- 1989 - Kozure ôkami (TS) (Lone Wolf and Cub) TV ASAHI
- 1990 - Miyamoto Musashi (TS) TV TOKYO
- 1990 - Yonhiki no Yōjimbō (TS) (1990~1993) (5 téléfilms) TV ASAHI
- 1990 - Yagyuu Bugeichō (TS) (1990~1992) (5 téléfilms) NTV
- 1990 - Hakodate no Onna (TS) ABC
- 1990 - Teru Hime shichihenge  (13 épisodes) FUJI TV
- 1990 - Eiga Sangokushi (TS) NTV
- 1991 - Genji Kurô Sassoki (TS) TV ASAHI
- 1991 - Surônin Burai Tabi (TS)TV ASAHI
- 1991 - Mikage doushin kizzu Zamurai (TS) TV ASAHI
- 1991 - Adesugata! Teru Hime shichihenge (TS) FUJI TV
- 1991 - Ichi Nen Han Mate (TS) TV ASAHI
- 1992 - Tokugawa Ieyasu (TS) TV ASAHI
- 1992 - Momotarô Zamourai (TS) TV ASAHI
- 1992 - Surônin Burai Tabi II (TS) TV ASAHI
- 1992 - Kyôto, Hakata satsujin jiken nenbutsudera (TS) TV ASAHI
- 1992 - Barakaikô (TS) FUJI TV
- 1992 - Seizoroi Shimizu Ikka Jirochô Uridasu (TS) NTV
- 1993 - Date Masamune (TS)TV ASAHI
- 1993 - Kyôto Hana no en Satsujin Jiken (TS) FUJI TV
- 1993 - Kyôto Hamanako satsujin jiken (TS) TV ASAHI
- 1993 - Kyôto Miss eiga-mura satsujin jiken (TS) FUJI TV
- 1993 - Kyōto - Tokushima, heike densetsu satsujin tsuā (TS) TV ASAHI
- 1993 - Momotarô Zamourai II (TS) TV ASAHI
- 1994 - Dai Chūshingura (TS) TBS
- 1994 - Oyako Daka (11 épisodes) NTV
- 1994 - Oda Nobunaga (TS) TV TOKYO
- 1995 - Edo no Yōjimbō II (16 épisodes) NTV
- 1995 - Kiba Bugyou ga Yuku (TS) NTV (Takahashi Hideki period drama 1)
- 1995 - O tasuke Shin Hyôe ninjô komori-uta (TS) NTV (Takahashi Hideki period drama 2)
- 1995 - Hirari Matashirô kikiippatsu! (TS) NTV (Takahashi Hideki period drama 3)
- 1995 - Tabiyakusha Aoi Chôgorô satsui no meguri ai (TS) TV ASAHI
- 1995 - Kyôto Guam Mystery shinkon ryokô satsujin jiken! (TS)  TV ASAHI
- 1995 - Obasan deka sakura otome no jiken jô 3 (TS) FUJI TV
- 1996 - Sorekara no Musashi (TS) TV TOKYO
- 1996 - Kyôto Gion Geiko series (TS) (1996~2004)(10 téléfilms) FUJI TV
- 1996 - Obasan deka sakura otome no jiken jô 4 (TS) FUJI TV
- 1997 - Tokugawa no On'na (TS) TV TOKYO
- 1997 - Obasan deka sakura otome no jiken jô 5 (TS) FUJI TV
- 1998 - Obasan deka sakura otome no jiken jô 6 (TS) FUJI TV
- 1999 - Akō rōshi (TS) TV TOKYO
- 1999 - Kyôto joyuu Series (TS) (1999~2004)(7 téléfilms) FUJI TV
- 2006 - Seimei no Hikari  RTV

### Publicités (CM)
- 1959 - Katakura Hudson(Katakura Industries)
- 1959 - Katakura Kiyaron
- 1959 - Takedayakuhin (Takeda, entreprise pharmaceutique)
- 1963 - Masuchigen
- 1967 - Yakult Honsha Company
- 1967 - Hitachi reizôko (pour réfrigérateur)
- 1967 - Hitachi kûrâ (pour climatiseur)
- 1967 - Emeron sekken,
- 1967 - Toyobo daiyamondo môfu (industrie de  produits chimiques)
- 1967 - Mitsui guru Ichipu
- 1967 - Nitto Arale
- 1967 - Seimei hoken kyôkai (assurance)
- 1967 - Fujifilm (appareils photos)
- 1968 - Yamato miso
- 1969 - Kubota monpi (Industrie)
- 1969 - Maru Aika katsuwo
- 1969 - Toyobo daiyamondo môfu
- 1969 - Sanki AM sasshi
- 1969 - Tokyo Gas baransu-gata furokama (baignoires)
- 1970 - Tokyo Gas CM
- 1970 - Tokyo Gas PR
- 1971 - Kobayashi seiyaku tamushichinki (entreprise pharmaceutique)

### Films live
- 1961 - Kaikyo-Chi-ni-Somete
- 1974 - Hyōsetsu no mon (Performance : Tokyô Philhramonic Orchestra)
- 2005 - Makuya no Yoaké (Performance : Makuya Symphonic Orchestra)
- 2007 - Seisho no kuni kara (Performance : Makuya Symphonic Orchestra)
- 2009 - Nihon yo, eien nare Kirisuto-sha Teshima Ikurō no inori (Performance : Makuya String Orchestra)

### Documentaires
- 1963 - Hyaku man-doru no kyôen (arrangements et chef d'orchestre)
- 1973 - Mitchikari
- 1974 - Tenno kogo-kin kon kinen bangumi
- 1979 - Shûsen Zengo
- 1981 - Yomigaeru Kobizen
- 1982 - Yasei yo eien nare ! kore ga kita-kitsuné da !

Prix : Grand Prize (Prime Minister Award) winning (1983)
- 1984 - Kokyu Hakubutsuin
- 1985 - Kokoro no furusato Meiji
- 1988 - Chomolungma ga soko ni aru !!
- 1992 - Rôma e no michi (Réparation de la chapelle sixtine du Vatican)
- 1994 - Michel Angelo fukkatsu (Réparation de la chapelle sixtine du Vatican)

### Concerts et ballets
- 1955 - La Giara Ballet (arrangements des musiques d'Alfredo Casella) au Tokyo ballet Theater
- 1969 - Roku-jin no sōsha no tame no konpojishon (Composition pour 6 joueurs)
- 1969 - Haru. Natsu. Aki. Fuyu :  Printemps. Eté. Automne. Hiver (arrangements et chef d'orchestre) (Tokyo)
- 1972 - Kanako Senbon Gypsy Violin Recital  (musique, arrangements et chef d'orchestre)
- 1972 - Suite Seibu no uta  (arrangements) (Tokyo)
- 1973 - Musical ~Baku~  (musiques et arrangements) Opera Konnyaku-za
- 1974 - 2 Dai no marinba no tame no kiyūkyoku
- 1976 - Caprice pour piano et marimba
- 1977 - Nihon no shiki  (arrangements) (Tokyo)
- 1978 - A Kitten on the Keyboard (arrangements)
- 1981 - Yuki (Pour 3 harpes)
- 1982 - Suite ~chiisana kuni no chiisana mori de~ (Pour 3 marimbas)
- 1983 - Saxophone to Marimbas no tame no Rhapsody
- 1985 - Umi no Fantasia ~Umi ni kitare~ (orchestre de mandoline dirigé par Ryuji Ueno)
- 1990 - Yūkitsumugi taiko
- 1997 - Shukuten kyoku ~kiri no umi~
- 2002 - Wood Fantasy (Quartet de marimbas)
- 2006 - Makuya Spring Concert 2006 (Tokyo)
- 2007 - Makuya Zion Concert (Israël) musiques, arrangements et chef d'orchestre
- 2007 - Yam Kinneret Symphonic Poem musiques, arrangements et chef d'orchestre
- 2007 - Makuya Autumn Concert (Osaka) musiques, arrangements et chef d'orchestre
- 2007 - Massada (Requiem) musiques, arrangements et chef d'orchestre
- 2009 - Ha Kotel (Requiem) Makuya String Orchestra musiques, arrangements et chef d'orchestre
- 2012 - Mori no Uta~ (récital pour deux marimbas)
- 2014 - Pegasus Symphony (Concert symphonique de Saint Seiya à Paris) Nouveaux arrangements
- 2014 - The Flow (Concerto pour violon : 2 novembre à Hiroshima)
- 2015 - For 3 Marimbas Scramble Percussion recital ~Yakudô suru Sound~(18 janvier 2015 à Hiroshima)
- 2015 - Soshite Inori Pour violon et piano (02 août 2015 à Hiroshima)
- 2015 - Wood Fantasy Mori no Sekai ~Seiji Yokoyama Exposition~ (08 novembre 2015 à Hiroshima : composition et chef d'orchestre)
- 2016 - Pegasus Symphony (Concert symphonique de Saint Seiya à Paris) avril 2016 nouveaux arrangements

## Chansons
- 1967 - Mogura to kitsune to akasatana  (Single)

Image song (composition, arrangements)
- 1968 - Ijimeko  (Single)

2 Image song (composition, arrangements)
- 1969 - Appo shima shima gū  (TV drama)

Opening, ending, images songs (composition, arrangements)
- 1970 - Wonderful March / bôya  (Single)

2 Image song (composition, arrangements)
- 1970 - Hekotaren zo  (TV drama)

Opening, ending, images songs (composition, arrangements)
- 1971 - Futari no hoshi  (Single)

Image song (composition, arrangements)
- 1972 - Yôidon

Opening, ending, image song (composition, arrangements)
- 1973 - Asobimasho Panpororin

Ending, images songs (composition, arrangements)
- 1974 - Tobe Tobe Panpororin

opening, images songs (composition, arrangements)
- 1974 - Shin Minashigo Hatchi (en) (série TV animée)

Ending, image song (composition, arrangements)
- 1976 - Nanairo ton garashi (série TV drama)

Opening (composition, arrangements), Ending (arrangements) 
- 1977 - Chogattai Majutsu Robot Ginguiser (série TV animée)

Opening, ending,(composition, arrangements)
- 1978 - Albator, le corsaire de l'espace (série TV animée)

Opening, ending, images songs (arrangements)
- 1978 - Moeru aka heru bokura no kāpu  (Single)

2 images songs (composition, arrangements)
- 1979 - Ute ute Yoshihiko kattobase; aka heru-shō uta  (Single)

2 images songs (composition, arrangements)
- 1982 - Kikô Kantai Dairugger XV (série TV animée)

Opening, ending, images songs (composition, arrangements)
- 1984 - Yama no oni umi no oni (Album)

Opening, ending (composition, arrangements)
- 1985 - Yukiguni no Ōji-sama (Film animé)

Ending, image song (composition, arrangements)
- 1990 - Winspector (série TV tokusatsu)

Image song (composition)
- 1990 - Magical Tarurūto-kun (Talulu le magicien) (série TV animée)

2 images songs (arrangements, composition) 
- 1994 - Michel Angelo fukkatsu (Junpaku no Ishi)

Ending (arrangements, composition) 
- 2002 - Jōge minami shōgakkō kōka (Album)

(composition, arrangements)
- 2004 - Pippi de pi  (TV)

(composition, arrangements)
- 2008 - Ragen Blue ~Symphonic Image Album~  (Album)

Opening (Jp) Ending (En) (composition, arrangements)